# Crossover (elettronica)
Il crossover è un componente dei diffusori acustici che assolve al compito di ripartire le frequenze che compongono il suono da riprodurre, in modo da ottimizzare la resa e al contempo proteggere gli altoparlanti.

## Funzione
Nella riproduzione musicale, la gamma di frequenze da diffondere è particolarmente critica per diversi aspetti.
Innanzitutto, a seconda del tipo di diffusore utilizzato, è frequente il caso di intermodulazione delle frequenze gravi a scapito di quelle acute: la membrana di un altoparlante che riproduce il suono di un violino dovrà vibrare ad una frequenza elevata, ma se contemporaneamente si aggiunge un contrabbasso ad un livello molto alto, le oscillazioni di breve lunghezza d'onda, necessarie per riprodurre il suono del violino, verranno sovrapposte ad altre di lunghezza maggiore, dando così origine ad una distorsione di fase.
Inoltre, la ripartizione della potenza nei diffusori elettroacustici non è affatto lineare: la potenza necessaria a riprodurre dignitosamente le frequenze gravi ad alto volume, con conseguente spostamento di grandi volumi d'aria, potrebbe distruggere gli altoparlanti a membrana più piccola, destinati alla riproduzione di frequenze elevate e con necessità di muoversi in un volume d'aria estremamente più ridotto.
A questo scopo sono stati ideati i filtri crossover, la cui funzione è quella di suddividere lo spettro sonoro da riprodurre in più porzioni, da destinare a più altoparlanti separatamente, ciascuno con la propria predisposizione meccanica.

## Tipologia
Un semplice filtro crossover a due vie, per esempio, potrà avere la frequenza di incrocio a 2 kHz, il canale delle basse frequenze con un filtro passa-basso ad un polo (6 dB / ottava) ed il canale delle frequenze acute a due poli (12 dB / ottava).
La diversa pendenza dei due filtri è dettata da ulteriori fattori: l'altoparlante per le frequenze basse, ad esempio, dovrà avere la possibilità di sconfinare nella regione di competenza dell'altoparlante per le frequenze acute, per evitare distorsioni di fase udibili in prossimità della frequenza di taglio del filtro (maggiore è la pendenza del filtro, maggiore la rotazione di fase e orientamento dei diagrammi polari); d'altro canto, l'altoparlante per gli acuti dovrà essere interessato da una potenza molto bassa per evitare di essere danneggiato dalle basse frequenze, per cui il filtro passa-alto che lo pilota dovrà essere molto selettivo verso le basse frequenze, per proteggerlo.

La pendenza dei filtri influisce anche sulla forza energetica (decibel in relazione alla frequenza o campo riverberato), ma non sempre è apprezzabile a livello acustico (risposta globale), inoltre all'aumento dell'ordine (6 dB/ott prim'ordine, 12 dB/ott second'ordine, 18 terz'ordine, 24 dB/ott quart'ordine) si ha un aumento dei componenti necessari e della potenziale variabilità del filtro, in quanto ogni componente ha una tolleranza, motivo per cui è preferibile aumentare la precisione dei componenti all'aumentare dell'ordine/pendenza del filtro, altro effetto dato dall'aumento della pendenza del filtro si verifica quando vi è un disallineamento fra i livelli di emissione degli altoparlanti, con la comparsa dell'effetto gradino sulla curva di risposta, che diventa più netto nel caso di filtri più ripidi.
Immaginiamo di avere predisposto un filtro del primo ordine ed uno del quarto ordine, fra altoparlanti ideali, avente una frequenza di incrocio di 2000 Hz. Il loro interventi e le loro risposte Complessive saranno i seguenti:
I filtri crossover esistono in due forme.
- Il filtro crossover passivo: è composto unicamente da componenti passivi: generalmente induttanze, condensatori e resistori, e viene collocato generalmente all'interno del mobile che contiene il diffusore.
- Il filtro crossover attivo: invece, è un dispositivo elettronico che seleziona le frequenze quando il segnale audio si trova ancora a basso livello, tipicamente dopo il preamplificatore, e le sue uscite sono connesse a più amplificatori di potenza, eventualmente diversificati a seconda della gamma tonale che sono chiamati ad alimentare. Il grande vantaggio della soluzione a crossover attivo, peraltro molto più costosa dell'altra, consiste nella possibilità di intervenire facilmente sulle impostazioni dei filtri, ottimizzando l'ascolto in funzione dell'acustica del locale, e nella possibilità di isolare tra loro gli amplificatori di potenza, evitando che anche in essi possano verificarsi evidenti fenomeni di intermodulazione.

Infine, se la configurazione a crossover attivo è impiegata in un diffusore attivo biamplificato (ovvero contenente al proprio interno anche tutta l'elettronica di amplificazione e il crossover elettronico), gli altoparlanti dei singoli canali sono connessi direttamente alle uscite dell'amplificatore evitando lunghi cavi di collegamento che influenzano negativamente il damping (smorzamento) soprattutto per ciò che riguarda il woofer; se infatti il woofer è connesso al relativo amplificatore di potenza con cavi lunghi e/o di sezione troppo piccola, lo smorzamento (damping) ovvero la possibilità da parte dell'amplificatore di "fermare" il woofer peggiora notevolmente, dando origine a risposte in gamma bassa di tipo "gommoso", Una connessione corta e di sezione adeguata migliora quindi il fattore di smorzamento la risposta ai transienti. Per meglio capire l'importanza di tale parametro, si può pensare al traino di un veicolo effettuato con una barra rigida (alto fattore di damping) oppure con una semplice corda (basso fattore di damping) . Nel caso della barra rigida il veicolo trainante (amplificatore) sarà in grado di "controllare" ragionevolmente il movimento del veicolo trainato (woofer) sia in accelerazione che in frenata.